# قناة الانتشار اللبناني
إل دي سي أو (قناة الانتشار اللبناني) هي قناة لبنانية انطلق بثّها في يوم الأحد في 25 تشرين الثاني2012، دشنها الشيخ بيار الضاهر وتبث برامجها فضائيا.

أول شعار لقناة LDC عام 2012

## عن القناة
قناة الانتشار اللبناني Lebanese diaspora channel أطلقها بعد الخلاف مع الأمير الوليد بن طلال وانفصال ال بي سي الفضائية اللبنانية عن القناة الأرضية ال بي سي آي ومنعه من إطلاق أي محطة تحمل اسم ال بي سي هي بمثابة ال بي سي الفضائية وهنالك خلاف على العلامة التجارية المسجلة.
كما تم تصفية شركة باك المنتجة للبرامج من قبل الوليد وعدم دفع مستحقات موظيفها مما سبب بطالة قرابة ثمانيمئة موظف.

شعار قناة LDC أميريكا وأستراليا

.

## توجهات القناة
هي قناة منوّعة مستقلة ذات محتوى لبناني عربي، تنقل أهمّ الأخبار والأحداث لحظة حصولها، وتتيح للمشاهدين فرصة متابعة أهم وأكبر البرامج التي نالت أعلى نسب مشاهدة.
في أكتوبر 2014 تم إطلاق قنوات  إل دي سي أميريكا وأستراليا  بعد توقف بث قنوات ال بي سي أميريكا وأستراليا بعد أن نصحت مرجعية الأقمار الصناعية الشيخ الظاهر بوقف البث مؤقتا كحل وسطي بعد النزاع الطرفين وانتظار صدور قرار القضاء الفرنسي بحق البث فضائيا تحت شعار إل بي سي.

## البث
كانت تبث على أكثر من قمر صناعي قمر النايلسات ويوتلسات10 شرقا مع قناة ال بي سي في أوروبا.

## توقف البث
توقف بثّ «ال دي سي» بداية العام 2020 عبر النايل سات. ونقل برامجها باسم «ال بي سي آي» التي عبر القمر عربسات وانتهاء النزاع الذي كان قائماً بين المؤسسة ورجل الأعمال السعودي الوليد بن طلال حول القنوات والماركات وربح القضية

## أهم البرامج التي نقلتها
- البرنامج الصباحي نهاركم سعيد
- البرنامج الحواري السياسي "كلام الناس"
- البرنامج المنوّع الضخم "ديو المشاهير"
- برنامج المواهب ستار أكاديمي 10,11
- مسابقة حفل ملكة جمال لبنان
- ظاهرة البرامج الاجتماعية "أحمر بالخط العريض"
- تاريخ يشهد مع ليلى عبد اللطيف
- المتهم
- نشرة أخبار المؤسسة اللبنانية للإرسال
- بتحلى الحياة
- أهم المسلسلات اللبنانيّة التركية والعربيّة السورية والمصرية وتفتقر للدراما الخليجية.

## وصلات خارجية
- ترددات قنوات LBCأوروبا وLDC lyngsat